# Гроссадмирал

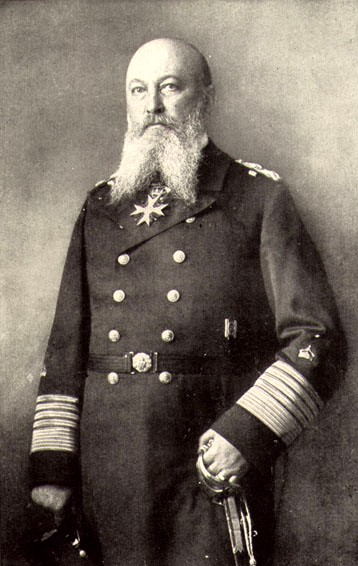
Альфред фон Тирпиц, в военной форме гроссадмирала.

Флаг Главнокомандующего ВМФ Германии в звании гроссадмирала до 1918 года.

Гроссадмирал — высшее военно-морское звание в Австро-Венгрии (1867—1918), Германской империи (1871—1918) и нацистской Германии (1933—1945). Аналогично званиям «гранд-адмирал» и «лорд-адмирал» в других странах. Также на один ранг выше звания «генерал-адмирал», или же эквивалентно оному.
Ему соответствовало звание генерал-фельдмаршала в сухопутных войсках Германской империи (1871—1918) и в сухопутных войсках нацистской Германии (1933—1945). В Австро-Венгрии (1867—1918) ему соответствовало звание генерал-полковника сухопутных войск, происходившее от более раннего как сухопутного так и морского средневекового чина «генерал-капитан».

## Гроссадмиралы

### Австро-Венгрия
- 5 мая 1916 — Антон Гаус (1851—1917)
- 1 ноября 1916 — Карл, эрцгерцог Австрийский, в 1916—1918 Карл I, император Австро-Венгрии (1887—1922)
- 9 октября 1916 — Генрих, принц Прусский (1862—1929)
- 22 февраля 1917 — Вильгельм II, император Германии (1859—1941)

### Германская империя
- 3 мая 1900 — Вильгельм II, император Германии (1859—1941)
- 28 июня 1905 — Ганс фон Кёстер[англ.] (1844—1928)
- 13 июля 1905 — Оскар II, король Швеции и Норвегии (1829—1907)
- 4 сентября 1909 — Генрих, принц Прусский (1862—1929)
- 27 января 1911 — Альфред фон Тирпиц (1849—1930)
- 31 мая 1918 — Геннинг фон Гольтцендорф (1853—1919)

### Нацистская Германия
- 1 апреля 1939 — Эрих Редер (1876—1960)
- 30 января 1943 — Карл Дёниц (1891—1980)